# Golyó általi halál

Madridi lázadók kivégzése Francisco Goya festményén

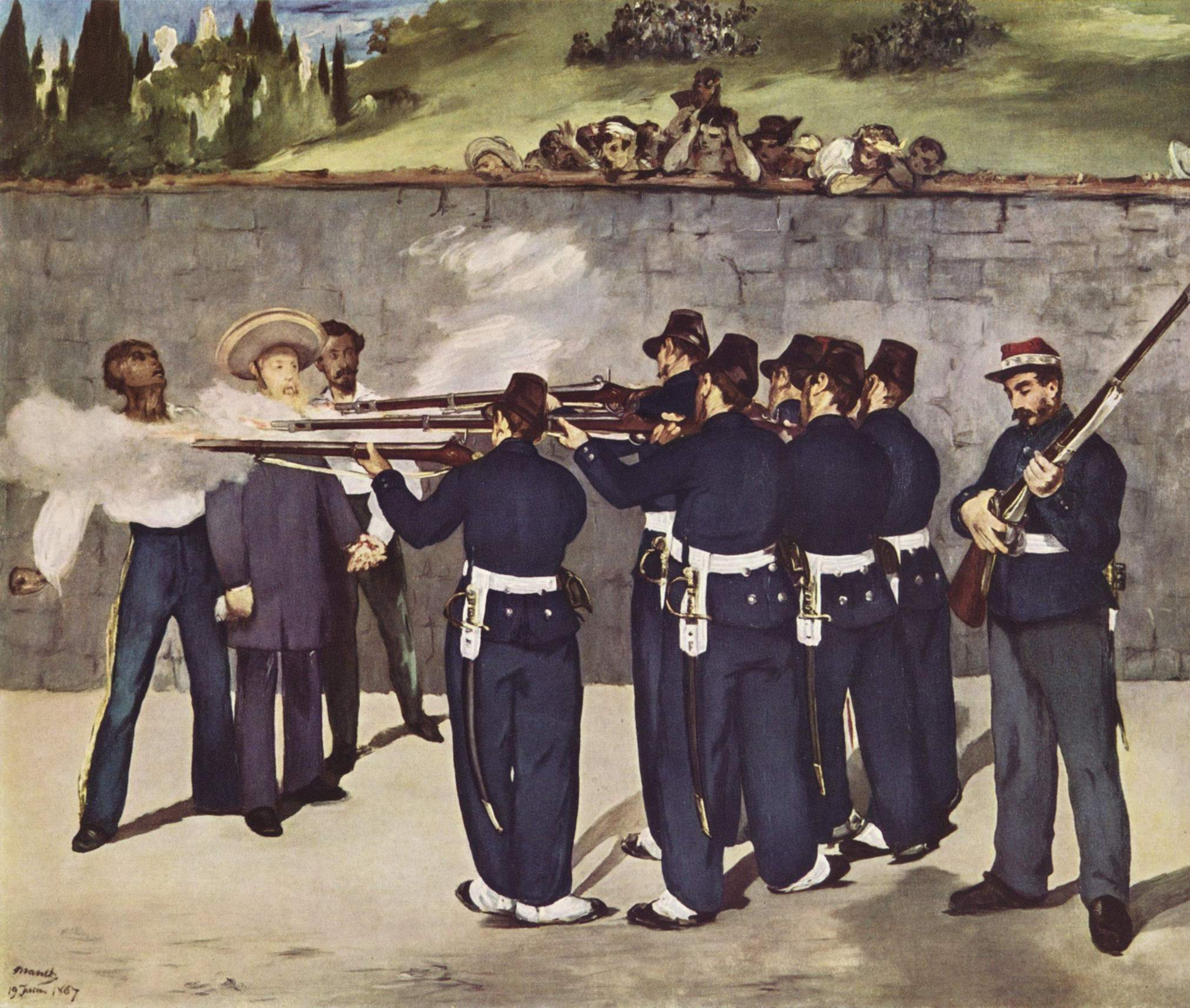
I. Miksa mexikói császár és két tábornokának kivégzése (Édouard Manet festménye)

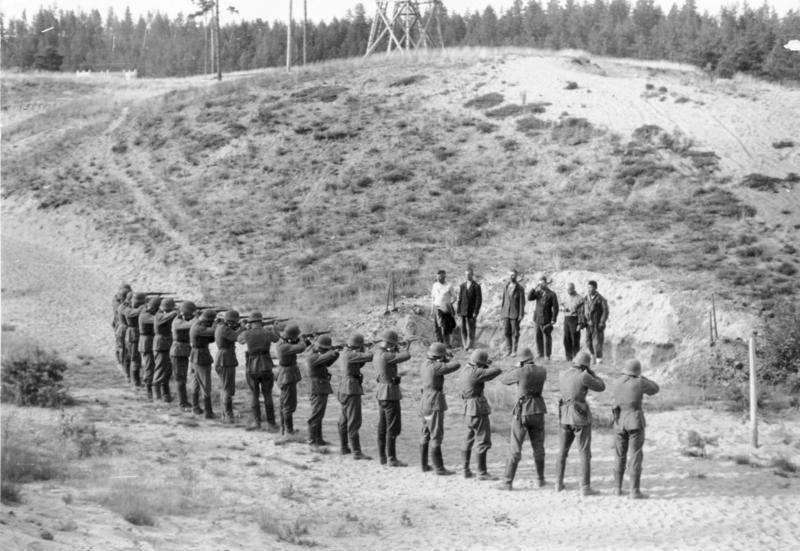
Német katonák partizánokat végeznek ki a Szovjetunióban 1941-ben

A golyó általi halál vagy más néven agyonlövés főleg a fegyveres testületekkel, illetve a hadbíróságok által hozott halálos ítéletekkel társított kivégzési mód. 2000-ben 69 állam törvényeiben volt megtalálható a golyó általi halál, mint a halálbüntetés egyik formája, néhol csak bizonyos bűncselekmények vagy csak háború esetére. 2010-ben 10 államban hajtottak végre 58 halálos ítéletet ilyen módon: egyet Utah államban és Bahreinben, négyet Egyenlítői-Guineában, 18-at Líbiában, legalább ötöt Észak-Koreában és hármat Palesztinában.
A Szovjetunióban és utódállamaiban, a Kínai Népköztársaságban, Utah szövetségi államban, Thaiföldön, és néhány közel-keleti államban a civil büntetőeljárásokban született halálos ítéleteket is általában golyó által hajtják vagy hajtották végre. Mivel Oroszország eltörölte a halálbüntetést, Utah államban és Kínában is egyre inkább a méreginjekció a bevett kivégzési mód, a golyó általi kivégzés visszaszorulóban van.

## Története
Ezt a kivégzési nemet régóta alkalmazzák már a világ minden területén, elődje a lenyilazás volt, melyet az ókor óta alkalmaztak. A büntetést sokan alkalmazták a történelem során, mint például Joachim Murat francia marsall, aki a Madridban elfogott lázadókat büntette meg ilyen módon. Mexikóban sokáig ez a kivégzési forma volt az uralkodó, így például I. Miksa mexikói császárral is egy kivégzőosztag végzett. 
A golyó általi kivégzést sok helyen kivégzőosztag hajtotta és hajtja napjainkban is végre, amely általában több katonából vagy büntetésvégrehajtási dolgozóból (pl. rendőrökből vagy börtönőrökből) áll, akiknek egyszerre kell tüzelniük az általában megkötözött és eltakart szemű áldozatra, hogy ne lehessen megállapítani, ki adta le a halálos lövést. Az ebből eredő lelki problémák könnyítése érdekében sok helyen bevett gyakorlat, hogy a kivégzőosztag tagjai közül egy vagy több személy vaktöltényt kap a fegyverébe, és nem mondják meg kik. Így a kivégzőosztag minden tagja azzal nyugtathatja magát, hogy nem ő adta le a halálos lövést.
Utah államban a kivégzőosztagot önkéntesek alkották, akik a civil lakosságból kerültek ki. Ez több esetben is pontatlan lövésekhez, és az elítélt lassú, elvérzéssel bekövetkező halálához vezetett. Az Amerikai Egyesült Államokban három embert végeztek ki golyó által 1971 óta. 2004 óta csak azokat lehet ilyen módon kivégezni, akik azt maguk kérelmezik.2009-ben Idaho államban betiltották a golyó általi kivégzéseket, így egyedül Utah államban törvényes. 
A Szovjetunióban és Kínában az ítéletet hóhér hajtotta végre egyetlen, a fejre vagy nyakra hátulról leadott lövéssel. Kínában rendszerint gépkarabéllyal történtek a kivégzések, az ennek során elhasznált lőszer árát a kivégzett családjának kellett megfizetnie. Iránban az 1979-es forradalmat követően több száz golyó általi kivégzésre került sor, melyet az Iráni Forradalmi Gárda tagjai hajtottak végre, miután egy vonalban felsorakoztatták az elítélteket és velük szembe egy-egy katonát állítottak. Később az országban az akasztás alkalmazására tértek át. Thaiföldön 1937 óta egyetlen géppuska alkalmazásával hajtotta végre az ítéletet a hóhér, egyszerre tíz emberen. 2003 októberéig, amikor a méreginjekcióra álltak át, 500 embert öltek meg ilyen módon.

### Magyarországon

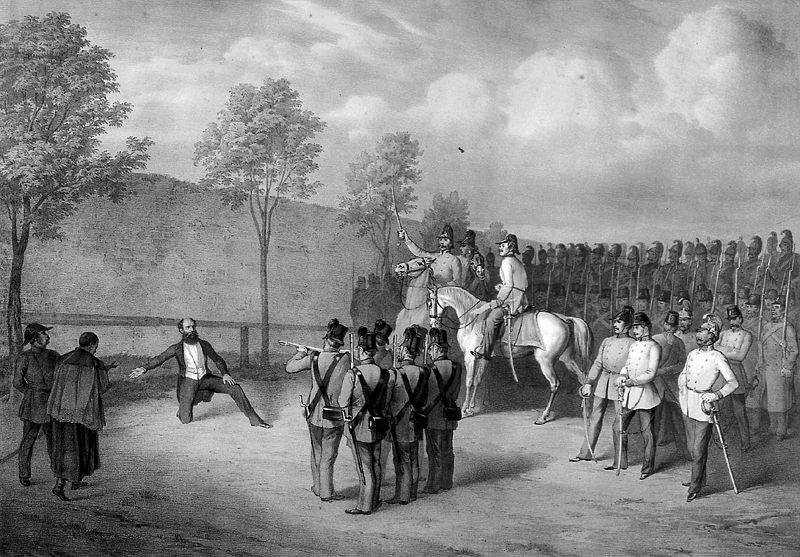
Gróf Batthyány Lajos az első felelős magyar miniszterelnök kivégzése az Újépület udvarán

Az aradi vértanúkat először kötél általi halálra ítélték, de Haynau végül négyük ítéletét „kegyelemből” golyó általi halálra módosította, az akasztás ugyanis katonatisztek számára méltatlan és megalázó kivégzési módnak számított. A „kegyelem” része volt az is, hogy a golyó általi ítéleteket az akasztások előtt hajtották végre, hogy az elítélteknek ne kelljen végignézniük a többiek halálát. Ugyanezen a napon Batthyány Lajos öngyilkossági kísérlettel érte el, hogy kötél helyett golyóval végezzék ki.  
Néha sorozattal történő kivégzésnek nevezik azt, ha a kivégzőosztag valamennyi tagja éles töltényt kap. Ennek következménye, hogy az elítélt nem szenved; azonnal meghal. Hátránya azonban fejét és testét eltorzító roncsolás. A fent leírt módszer (hogy csak az egyik katona kap éles lőszert) ehhez képest kíméletes kivégzési mód; a halott a családnak kiadható és kegyelettel eltemethető. Amennyiben az első lövés nem végzett az elítélttel, a kivégzőosztag egy lépést előre lép, és a kivégzést megismétlik. Fegyveres testületeknél szokásos megoldás az is, ha az elítélt nem halt meg az első sortűzben, a kivégzést vezénylő tiszt ekkor a kézifegyverével megadja kegyelemlövést, az elítélt halántékára célozva.  
Az aradi vértanúk kivégzésénél a kíméletesebb kivégzési módot alkalmazták. Batthyányi Lajosról készült ábrán azt látjuk, hogy miután megkapta a halálos lövést, elesik, és önkéntelenül kapaszkodó után nyúl. Kiss Ernő egyetlen találatot kapott a karján, a hagyomány szerint ekkor mérgesen felkiáltott: "Milyen katona az, aki még lőni sem tud?"; a kivégzést meg kellett ismételni.
Magyarországon a golyó általi halálbüntetést – amelyet az akasztásnál kegyesebb büntetésként ítéltek meg – utoljára a II. világháborút követően, a népbíróságok, valamint az '56-os forradalom utáni megtorlás során alkalmazták. A háborús bűnösökre kiszabott ítéleteket kivégzőosztag hajtotta végre a Markó utcai fegyház udvarán. Golyó által végezték ki 1946-ban Bárdossy László, Sztójay Döme és Imrédy Béla volt miniszterelnököket. Szintén sortűz végzett az 1956-ot követő megtorlás során Farkas Mihállyal és Mány Erzsébettel 1957. február 2-án a békéscsabai laktanya udvarán.

## Napjainkban
A világ több országában alkalmazzák még napjainkban is kivégzési módként, így például Nigériában, Jemenben, Szomáliában, Utah államban (az elítélt kérésére), Szaúd-Arábiában, Líbiában, Észak-Koreában, Indonéziában, és az Egyesült Arab Emírségekben. Ma Európában kizárólag Fehéroroszországban hajtanak végre halálos ítéleteket, főleg golyó által. 1991 óta becslések szerint 400 embert végeztek ki, legutoljára 2012 márciusában, amikor a minszki metróban robbantókon hajtottak végre ilyen büntetést. A kivégzetteket jeltelen sírba temetik, melynek helyéről nem értesítik a családot.